# Harold Annison
Harold Edward Annison (Hackney, Londres, 27 de desembre de 1895 - Worthing, West Sussex, 27 de novembre de 1957) va ser un nedador i waterpolista anglès que va competir durant els anys 20 del segle xx.
El 1920 va prendre part en els Jocs Olímpics d'Anvers, en què disputà quatre proves del programa de natació. En els 100, 400 i 1.500 metres lliures fou eliminat en sèries, mentre en el relleu 4 x 200 metres lliures guanyà la medalla de bronze, formant equip amb Leslie Savage, Edward Peter i Henry Taylor.
Quatre anys més tard, als Jocs de París, va disputar tres proves del programa de natació. En els 400 i 1.500 metres lliures fou eliminat en sèries; mentre en el relleu 4 x 200 metres lliures fou cinquè. En aquests mateixos Jocs va disputar la competició de waterpolo, on fou desè amb l'equip britànic.